# Sinopodisma yunnana
Sinopodisma yunnana är en insektsart som beskrevs av Zheng, Z. 1977. Sinopodisma yunnana ingår i släktet Sinopodisma och familjen gräshoppor. Inga underarter finns listade i Catalogue of Life.